# Illtyd Harrington
Illtyd Harrington (14. července 1931 Dowlais – 1. října 2015 Brighton) byl velšský politik.

## Život
Narodil se v Dowlais u velšského města Merthyr Tydfil do rodiny věřící katoličky a jejího manžela, který byl ateista a komunista. Nejprve docházel do římskokatolické školy v Dowlais a následně na Trinity University College v Carmarthenu. Později se usadil v Londýně a svou politickou kariéru zahájil v roce 1959 v paddingtonské místní radě. V letech 1981 až 1984 působil na postu zástupce vedoucího Kena Livingstonea v londýnském zastupitelstvu Greater London Council. Zemřel roku 2015 ve věku 84 let. Jeho synovcem byl herec Richard Harrington. Byl gayem.